# Lonchopria deceptrix
Lonchopria deceptrix är en biart som först beskrevs av Jesus Santiago Moure 1949.  Lonchopria deceptrix ingår i släktet Lonchopria och familjen korttungebin. Inga underarter finns listade i Catalogue of Life.